# Длуґобур
Длуґобур (пол. Długobór, нім. Langwalde) — село в Польщі, у гміні Плоскіня Браневського повіту Вармінсько-Мазурського воєводства.
Населення — 204 особи (2011).

## Демографія
Демографічна структура станом на 31 березня 2011 року:
|          | Загалом | Допрацездатний вік | Працездатний вік | Постпрацездатний вік |
| -------- | ------- | ------------------ | ---------------- | -------------------- |
| Чоловіки | 98      | 31                 | 59               | 8                    |
| Жінки    | 106     | 18                 | 69               | 19                   |
| Разом    | 204     | 49                 | 128              | 27                   |